# Weddell Island
Weddell Island är med den tredje största ön inom den brittiska ögruppen Falklandsöarna i Sydatlanten. Den ligger i sydväst utanför den västra av de två huvudöarna, Västra Falkland. Weddell Island är en av världens största privatägda öar och ägs av två bröder Clifton. 
Ön var tidigare känd som Swan Island . Ursprunget till detta är okänd, men det finns upptecknat sedan 1785. Möjligen kan det ha funnits bestånd av Svarthalsad svan på ön. De nuvarande namnet tillskrivs upptäcktsresanden James Weddell, som besökte områden på 1820-talet. Samme Weddell har även givit namn åt Weddellhavet vid Antarktis. Ön har även ett spanskt namn, Isla San José, som huvudsakligen används i Argentina.
Ön upptäcktes 1766 av sjöfararen John McBride, som genomförde sjömätningar i området runt Falklandsöarna. Den huvudsakliga näringen under 1800-talet var säljakt, men från 1870-talet började fårskötsel ta över .